# ハグキ
ハグキは、日本の漫画家。男性。1999年に、『月刊アフタヌーン』で四季賞と平行して一時期行われていた新人賞「ギャグパラ大賞」で、第2回大賞を受賞し、漫画家としてデビューした。
受賞作『ハトのおよめさん』は同誌で連載化され、代表作となっている。2008年の『good!アフタヌーン』誌創刊号より連載された『くりーくん』では、『ハトのおよめさん』と比較して時事ネタや下ネタ、暴言ネタが大幅に抑えられた一方、叙情的な作風が披露された。

## 作品
- ハトのおよめさん（月刊アフタヌーン、完結、全11巻）
- くりーくん（good!アフタヌーン、完結、全2巻）